# Ginette Leclerc
Ginette Leclerc, född 9 februari 1912 i Paris, Frankrike, död 2 januari 1992 i samma stad, var en fransk skådespelare. Leclerc filmdebuterade 1932 och hade under 1930-talet och 1940-talet flera huvudroller i fransk film. Till hennes kändaste filmroller hör de i Synderskan (1938) och Korpen (1943).

## Filmografi
- 1935 – Kärlekens fanfar
- 1938 – Synderskan
- 1939 – Ett fönster i Paris
- 1941 – Sången till Maria
- 1943 – Korpen
- 1948 – Natthotellet
- 1950 – Lidelsernas kaj
- 1952 – Kärlekens fröjder
- 1954 – Möte vid havet
- 1957 – Den glade luffaren
- 1961 – Falskmyntarna
- 1969 – Goto - kärlekens ö